# Блискунов Олександр Іванович
Олександр Іванович Блискунов (19 вересня 1938, Нова Калитва — 28 грудня 1996) — доктор медичних наук, професор, заслужений винахідник СРСР і УРСР, лауреат Великої Золотої медалі ООН, лауреат премії імені В. К. Семінського, лауреат відзнаки Президента України.

## Біографія
Народився 19 вересня 1938 року в селі Новій Калитві Новокалитв'янського (терер Розсошанського району) Воронезької області в селянській родині. Батько Олександра Івановича у своєму селі вважався майстровим, таких називали «відерники» — паяв, клепав, лудив, виготовляв бляшані вироби, ремонтував домашнє начиння, починаючи від замків, керосинок, закінчуючи годинниками-ходиками.
Село Нова Калитва, умовно було поділено на дві половини: «хохлятську» і «кацапську». Будинок батьків розташовувався на межі цих двох половин. До 1945 року Олександр Іванович носив прізвище Бобров, а після переїзду разом з мамою в Крим, був усиновлений і став носити прізвище Блискунов.
У 1955 році закінчив школу № 62 Сталінської залізниці станції Сімферополь (нині школа № 5). Після закінчення школи вступив до Кримського медичного інституту, однак не провчившись й року, залишає його, потім служив в лавах Радянської Армії. Трудову діяльність розпочав робітником паровозного депо станції Сімферополь. Потім працював поїзним кочегаром. У 1958 році влаштовується на завод «Продмаш», де за короткий час стає висококласним слюсарем, токарем і фрезерувальником. Потім працював гітаристом в естрадному оркестрі, грав в ресторанах, на весіллях. Але і ця робота не задовольняла Блискунова, і він поступає в художнє училище імені М. С. Самокиша. За півроку до закінчення училища кидає його і їде вступати до Ленінградського політеху на механічний факультет. Проте спроба не увінчалася успіхом — не добрав бали.
У 1963 році О. Блискунов відновлюється в Кримському медичному інституті. Професії музиканта (продовжував грати в оркестрі, значився гітаристом кафе «Юність») і художника (оформляв книги у видавництві «Таврида») допомагали жити студенту-медику безбідно. Уже на початкових курсах медичного вишу Олександр Блискунов почав винаходити, його перша раціоналізаторська пропозиція — каталка для важко обпалених хворих.
Після закінчення в 1969 році медичного інституту став працювати лікарем-травматологом, старшим лаборантом кафедри травматології та ортопедії. У 1972 році «попутно» поступив на заочне відділення інституту патентознавства і після закінчення його в 1975 році отримує диплом патентознавця. У 1974 році стає асистентом кафедри, кандидатом медичних наук, захистивши дисертацію на тему «Оперативне лікування нескладених переломів хребта». Розробив оригінальні інструменти, за допомогою яких проводив операції з мінімальною операційною травмою, практично без крововтрати, під місцевим знеболенням. Після таких операцій пацієнти виписувалися додому на 3—4 день, замість 6—7 тижнів суворого постільного режиму.
За період з 1971 по 1975 рік Олександр Іванович отримав 17 авторських свідоцтв на винаходи та 30 посвідчень на раціоналізаторські пропозиції. Допомагав іншим оформляти дисертації (як художник), готувати заявки на винахід як патентознавець.
Перші свої апарати, як і перші операції, доктор Блискун зробив в Центральному інституті травматології та ортопедії в Москві. Згодилися навички та досвід технаря: сам виконував токарні, слюсарні та фрезерні роботи. За першими операціями спостерігали всі співробітники інституту, в амфітеатрі операційної ЦІТО не було жодного вільного місця. Першому пацієнту з вродженим укороченням стегна Олександр Іванович подовжив ногу на 11 см.
У 1990 році за створення нового наукового напрямку, розробку і впровадження механічних імплантуються пристроїв, що працюють без зовнішніх джерел енергії, професор О. І. Блискунов був удостоєний звання «Заслужений винахідник СРСР». Того ж року Олександр Іванович став лауреатом ООН, йому вручили Велику золоту медаль Всесвітньої організації інтелектуальної власності.
В 1994 році Олександра Івановича обрано депутатом Кримського парламенту.
Помер 28 грудня 1996 року.

## Пам'ять

меморіальна дошка

Іменем Олександра Блискунова названий астероїд головного поясу 5572 Блискунов, відкритий 26 вересня 1978 року.
19 вересня 2008 року, до 70-річчя з дня народження Олександра Блискунова, на фасаді головного корпусу Кримського державного медичного університету імені С. І. Георгієвського встановлено меморіальну дошку.